# کوچک‌سازی سر

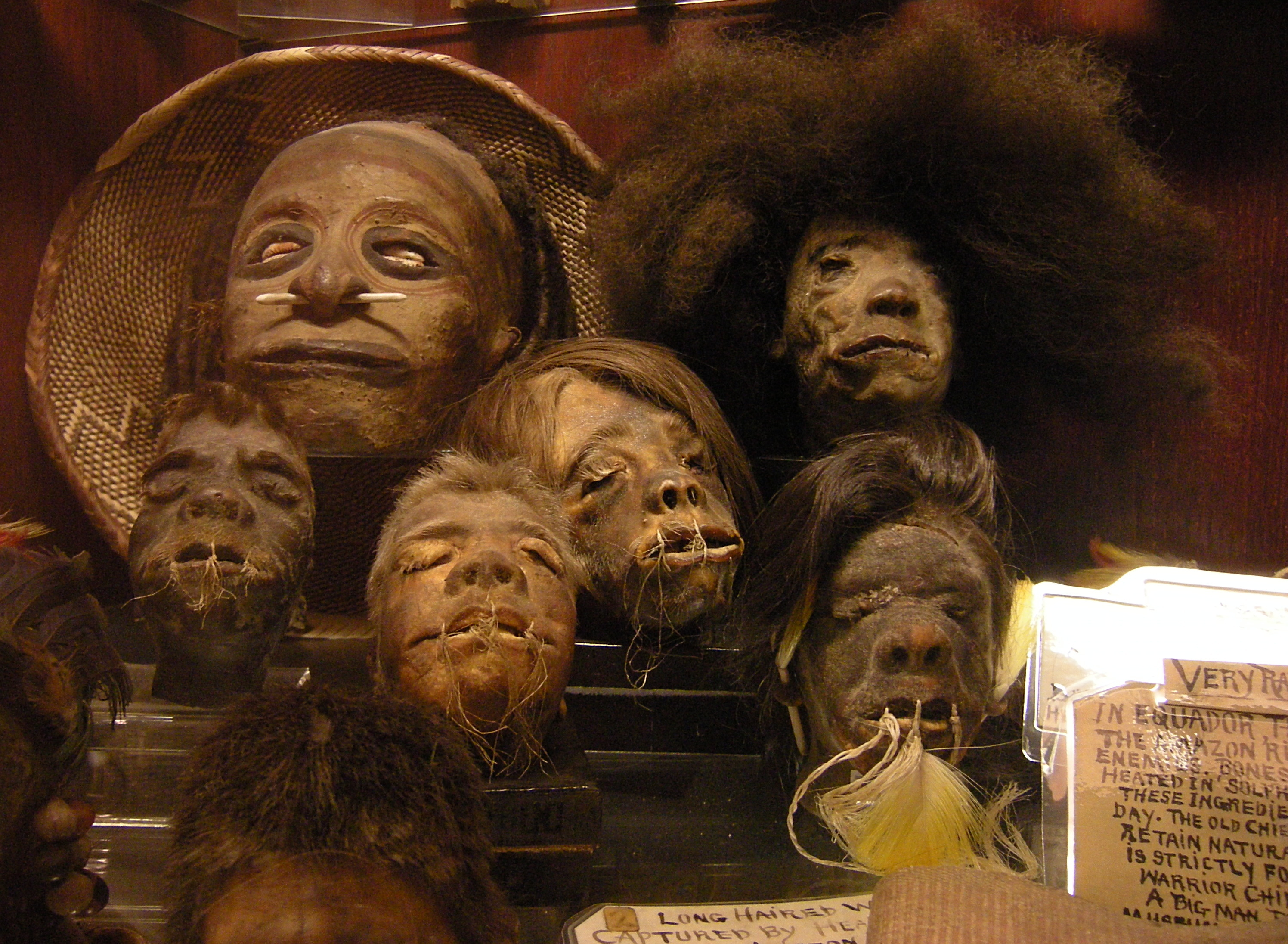
سرهای کوچک شده در مجموعه دائمی فروشگاه یه اولد کیوریزتی شاپ، سیاتل

کوچک‌سازی سر (انگلیسی: Shrunken head) یک سنت فرهنگی است که از قبایل بومی خاصی در آمریکای جنوبی، عمدتاً قبایل جیواروئن اکوادور و پرو سرچشمه گرفته‌است. این قبایل بر این باور بودند که با کوچک‌کردن سر دشمنان خود، می‌توانند نیروی معنوی خود را مهار کنند و از آن برای محافظت یا اهداف دیگر استفاده کنند.
مردمان قبایل جیواروئن باور داشتند که با کوچک‌سازی سر دشمنان‌شان، قدرت آنان را تصاحب می‌کنند.
برای ایجاد یک سر کوچک‌شده، اعضای قبیله جمجمه و بافت سر انسان را جدا می‌کردند. سپس پوست را با مواد مختلف مانند سنگ‌های داغ، گیاهان و روغن‌های طبیعی آلایش داده، حفظ و از پوسیدگی جلوگیری می‌نمودند؛ سپس لبها و پلکها را با دقت می‌دوختند و سر را به شکلی کوچک‌تر و فشرده‌تر درمی‌آوردند. نتیجه، یک سر کوچک بود که می‌توانست به عنوان تزئین پوشیده شود یا در مراسم تشریفاتی استفاده گردد.

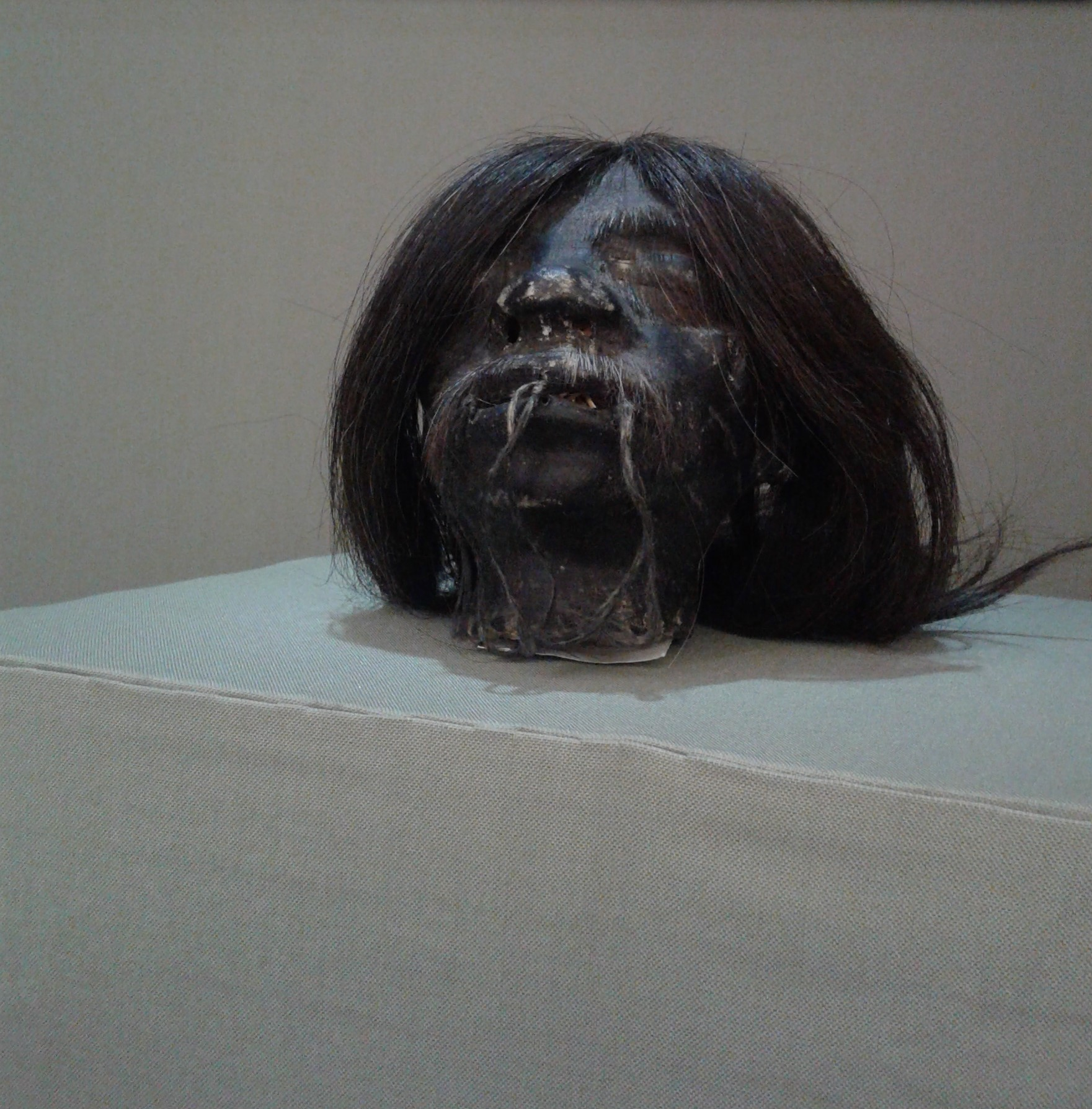
سر کوچک‌شده در موزه برادران امیدوار

در گذشته، ایجاد سرهای کوچک‌شده اهمیت فرهنگی زیادی برای این قبایل داشت. آنها به عنوان اجسام قدرتمندی دیده می‌شدند و اعتقاد بر این بود که دارای ویژگی‌های پاسداری و نگهبانی هستند. سرهای کوچک‌شده، اغلب برای دفع ارواح شیطانی یا به ارمغان آوردن خوشبختی برای قبیله، نمایش داده می‌شد یا در مراسم‌ها کاربرد داشت.
عمل ایجاد سرهای کوچک‌شده، اکنون غیرقانونی است و به‌طور گسترده غیراخلاقی هم تلقی می‌شود که شامل بریدن سر انسان‌ها بوده و نوعی استثمار فرهنگی محسوب می‌شود. امروزه، معدود سرهای کوچک‌شدهٔ موجود، معمولاً در موزه‌ها یا مجموعه‌های خصوصی به عنوان آثار تاریخی یافت می‌شوند؛ برای مثال، یک نمونه از این سرهای کوچک شده در موزه برادران امیدوار واقع در مجموعه سعد آباد وجود دارد که هدیه قبیله جیوارو به این دو گردشگر بوده‌است.

## روش
تکنیک ایجاد سرهای منقبض‌شده شامل فرآیندی دقیق و چندمرحله‌ای است.
1. برداشتن جمجمه: اولین قدم، برداشتن جمجمه از سر است. این کار معمولاً با ایجاد یک برش در پشت گردن و جدا کردن دقیق پوست و ماهیچه‌ها از جمجمه انجام می‌شود.
2. آماده‌سازی پوست: پس از جدا شدن جمجمه، پوست با مواد مختلفی دباغی می‌شود تا از تجزیهٔ آن جلوگیری شود. رایج‌ترین روش، شامل جوشاندن سر در آب مخلوط با گیاهان و پوست درختان خاص است. این به پاکسازی پوست و ازبین‌بردن گوشت باقی‌مانده کمک می‌کند.
3. شکل‌دادن و خشک‌کردن: پس از جوشاندن، پوست کاملاً خراش داده می‌شود تا بافت یا چربی باقیمانده از بین برود. سپس پوست به داخل برگردانده می‌شود و روی یک قالب چوبی یا سفالی که معمولاً به شکل توپ است، کشیده می‌شود. مهم است که پوست محکم کشیده شده تا اطمینان حاصل شود که شکل خود را در هنگام خشک‌شدن حفظ می‌کند.
4. دوخت و محکم‌کردن: برای حفظ بیشتر شکل دلخواه، چشمها، لب‌ها و گاهی دهان را با استفاده از الیاف گیاهی یا بخیهٔ حیوانی می‌دوزند. سر، اغلب بسته یا پیچیده شده تا فرم خود را در طول فرایند خشک‌کردن حفظ کند.
5. خشک‌کردن و تکمیل: سپس سر کوچک‌شده به مدت چند روز یا چند هفته در یک مکان خنک و تهویه‌دار قرار داده شده تا خشک شود. در طول این مدت، اندازهٔ آن به‌طور قابل‌توجهی کوچک شده و به‌شکل نهایی حفظ‌شدهٔ خود می‌رسد. گاهی ممکن است از سنگ‌های داغ یا ماسه برای کمک به فرایند خشک‌کردن استفاده شود. پس از خشک‌شدن کامل، سر اغلب با عناصر تزئینی مانند پر، مهره یا پارچه تزئین می‌شود.